# Reina Herrera
Reina Herrera   (Tetuan, 1923 - Caracas, 2014) és una ceramista veneçolana d'origen sefardita. Va cursar estudis d'escultura amb Ernest Maragall i de ceràmica amb Miguel Arroyo.

## Biografia
Herrera va ser promotora dels estudis de ceràmica a Veneçuela, junt amb de Miguel Arroyo i Sergio González a l'Escola d'Arts Plàstiques Cristóbal Rojas durant més de 25 anys, i va fundar i va dirigir el taller de ceràmica de l'Institut de disseny de la Fundació Neumann.
El seu treball sempre es va mantenir entre tres línies paral·leles: la ceràmica utilitària, l'escultòrica i el dibuix amb pastissos sobre làmines de ceràmica. El 1991, la Galeria d'Art Nacional de Caracas va exposar Rostros y perfiles del barro (Rostres i perfils del fang), una mostra antològica de tota la seva trajectòria.
Entre les seves exposicions col·lectives es destaca l'Exposició de ceràmica contemporània (Istanbul, Turquia, 1969), on va obtenir Diploma d'Honor a la Qualitat.
Entre 1970 i 1976 va formar part de les col·lectives d'arts de foc organitzades per la Sala Mendoza.
El 1972 exhibeix una selecció del seu treball al Victoria and Albert Museum de Londres.
El 1987 exposa junt amb Maruja Herrera a la Galeria Barro y Fuego (Galeria Fang i Foc) a Caracas.

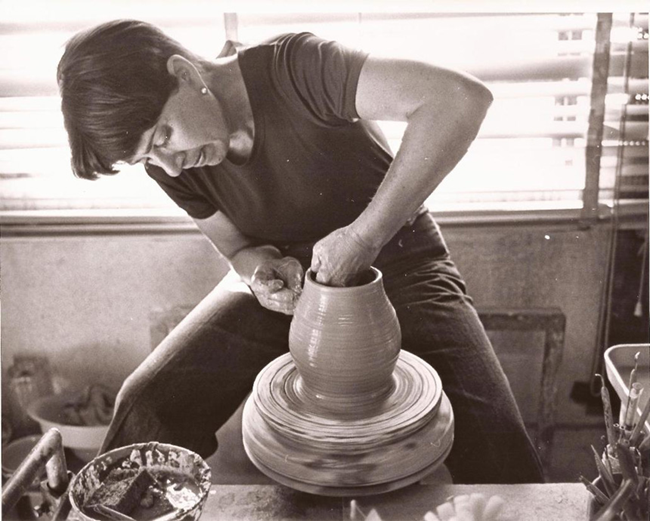
Reina Herrera

Així mateix, participa a la I Biennal Nacional d'Arts Plàstiques (Museu d'Art Contemporani de Caracas, 1988), la II Biennal Barro de América (Centre d'Art de Maracaibo Lía Bermúdez), Diez presencias. Las artes del fuego en Venezuela (Deu presències. Les arts de foc a Veneçuela, a la Galeria d'Art Nacional, 1995), Europa y Venezuela. Vínculo cerámico (Europa i Veneçuela. Vincle ceràmic ; exposició itinerant organitzada pel Museu d'Art Contemporani de Caracas, 1996), México, Puerto Rico, Venezuela. Intercambio 3. Cerámica en pequeño formato (Mèxic, Puerto Rico, Veneçuela. Intercanvi 3. Ceràmica en petit format, al Centre Cultural Alfa, Monterrey, Mèxic, 1997, i al Museu Jacobo Borges, 1998), Pluralidad y oficio. Cerámica contemporánea venezolana, Colección Banco Mercantil (Pluralitat i ofici. Ceràmica contemporània veneçolana, Col·lecció Banc Mercantil, a la Sala Mendoza, 2000).

## Reconeixements
Va ser mereixedora de la Menció Honorífica al Saló Oficial Anual d'Art Veneçolà, al Museu de Belles Arts, el 1960. També va rebre el Premi Nacional d'Arts Aplicades del XXVII Saló Oficial Anual d'Art Veneçolà el 1966, el Premi Nacional d'Arts Aplicades del XXV Saló Arturo Michelena, i el Diploma d'Honor a la qualitat en l'Exposició Internacional de Ceràmica Contemporània a Istanbul, Turquia el 1978